# RR Breivelde-Zottegem
RR Breivelde-Zottegem is een Belgische voetbalclub gevestigd in Zottegem. 

## De club
Het is een provinciale club die momenteel in de 2de provinciale klasse speelt . De terreinen liggen aan de Hemelrijkstraat aan  sportcentrum Bevegemse Vijvers in de buurt van Domein Breivelde. De (non-profit)club is opgericht in 2020 (onder andere door Wouter Moreels ), en is aangesloten bij KBVB Voetbal Vlaanderen met stamnummer 9734 . In 2022 en 2025 werd RR Breivelde kampioen in zijn reeks .

## Resultaten
| Seizoen | Klasse | Klasse | Klasse | Klasse | Klasse | Klasse | Klasse | Klasse | Klasse | Reeks                                                    | Punten                                                   | Opmerkingen                                              |
|         | 1A     | 1B     | 1Am    | 2Am    | 3Am    | P.I    | P.II   | P.III  | P.IV   | Vanaf 2016-17 zijn er 3 nationale en 2 regionale niveaus | Vanaf 2016-17 zijn er 3 nationale en 2 regionale niveaus | Vanaf 2016-17 zijn er 3 nationale en 2 regionale niveaus |
| ------- | ------ | ------ | ------ | ------ | ------ | ------ | ------ | ------ | ------ | -------------------------------------------------------- | -------------------------------------------------------- | -------------------------------------------------------- |
| 2020/21 |        |        |        |        |        |        |        |        | -      | Vierde Prov. C O-VL                                      | -                                                        | Seizoen geschrapt wegens Corona epidemie                 |
| 2021/22 |        |        |        |        |        |        |        |        | 1      | Vierde Prov. D O-VL                                      | 72                                                       | Kampioen                                                 |
| 2022/23 |        |        |        |        |        |        |        |        | 5      | Derde Prov. C O-VL                                       | 48                                                       |                                                          |
| 2023/24 |        |        |        |        |        |        |        | 5      |        | Derde Prov. B O-VL                                       | 50                                                       |                                                          |
| 2024/25 |        |        |        |        |        |        |        | 1      |        | Derde Prov. C O-VL                                       | 76                                                       | Kampioen                                                 |
| 2025/26 |        |        |        |        |        |        |        |        |        | Tweede Prov. B O-VL                                      |                                                          |                                                          |